# Trận Tannenberg
Trận Tannenberg (Tiếng Đức:Schlacht bei Tannenberg, Tiếng Nga:Битва при Танненберге) là trận đánh diễn ra giữa Đế quốc Nga và Đế quốc Đức tại Mặt trận phía Đông trong Chiến tranh thế giới thứ nhất từ ngày 26 tháng 8 đến ngày 30 tháng 8 năm 1914 gần Allenstein thuộc Đông Phổ. Dù quân Nga tấn công vào Đông Phổ có ưu thế vượt trội về quân số với hai Tập đoàn quân số 1 và số 2 so với Tập đoàn quân số 8 của Đức, sự chỉ huy kém và thiếu hiệp đồng tác chiến của hai tập đoàn quân này đã được người Đức lợi dụng triệt để và hai cánh sườn của tập đoàn quân số 2 Nga lần lượt bị bẻ gãy và trung quân dần dàn bị khép chặt vòng vây. Kết thúc trận đánh, quân đội Đức giành được chiến thắng huy hoàng khi Tập đoàn quân số 2 của đế quốc Nga hoàn toàn bị tiêu diệt và giúp đế quốc Đức lấy lại ưu thế ở mặt trận phía Đông sau thất bại tại Gumbinnen. Đây là một chiến thắng đáng nhớ trong nền quân sử Đức, là một trong những thắng lợi quyết định nhất trong nền quân sử thế giới.
Tướng Đức là Erich Ludendorff định đặt tên cho trận thắng này là trận Frogenau - theo tên nơi cuộc chiến diễn ra. Mặc dù trận đánh diễn ra gần Allenstein, viên sĩ quan phụ tá của Tướng Erich Ludendorff là Max Hoffmann đề nghị đặt tên trận này là Tannenberg, với tư tưởng đại dân tộc chủ nghĩa Đức, rằng đây là trận đánh báo thù cho thất bại thê thảm trong Trận Grunwald (Tannenberg) vào năm 1410 - cuộc chiến đấu giữa Hiệp sĩ Teuton và liên quân Ba Lan - Litva - Thát Đát. Đại thắng tại Tannenberg được coi là chiến thắng rõ ràng duy nhất của Hoàng đế (Kaiser) Wilhelm II của Đức trong một trận đánh không tiêu hao. Đó là cuộc đụng độ giữa các đế quốc, mà chiến thắng của Đức trong trận đánh này đã tạo nên những huyền thoại về sức mạnh của dân tộc Đức, là mục tiêu cho những tuyên truyền của Cộng hòa Weimar và Đức Quốc xã sau này.
Trận thắng lẫy lừng tại Tannenberg đã thể hiện rõ khả năng quân sự của Hindenburg. Quân Nga bị thảm bại đến độ tướng Nga Alexander Samsonov phải tự tử, và nước Nga khó thể nào khôi phục lại được sau cuộc đại bại này. Trong khi đó, Hindenburg trở thành một vị anh hùng dân tộc mới của nước Đức. Cùng với một người hùng trận Tannenberg khác là Ludendorff, sau này ông trở nên chi phối quyền bính của Kaiser.

## Bối cảnh diễn ra trận đánh

### Kế hoạch Schliffen
Sau khi Đế quốc Áo-Hung tuyên chiến với Serbia vào ngày 28 tháng 7 năm 1914, đến ngày 1 tháng 8, Đế quốc Đức chính thức tuyên chiến với Đế quốc Nga và chính thức tham gia vào Thế chiến thứ nhất. Theo kế hoạch của người Đức vạch ra trước cuộc chiến mang tên người thiết kế ra nó là bá tước Alfred von Schliffen thì người Đức có thế kết thúc sớm chiến tranh bằng cách đánh bại Pháp từ bốn đến sáu tuần rồi sau đó chuyển sang mặt trận phía Đông đánh bại Nga để kết thúc cuộc chiến. Kế hoạch Schliffen dựa trên hai giả thuyết là người Anh sẽ không tham gia cuộc chiến sớm và quân đội Nga sẽ tổng động viên không kịp. Nhưng cả hai giả thuyết này đều sai lầm. Ngày 4 tháng 8, lấy cớ Đức tấn công Bỉ, Anh tuyên chiến với Đức trong khi quân Nga đã tổ chức cải tổ quân đội nên việc tổng động viên được tiến hành nhanh chóng.

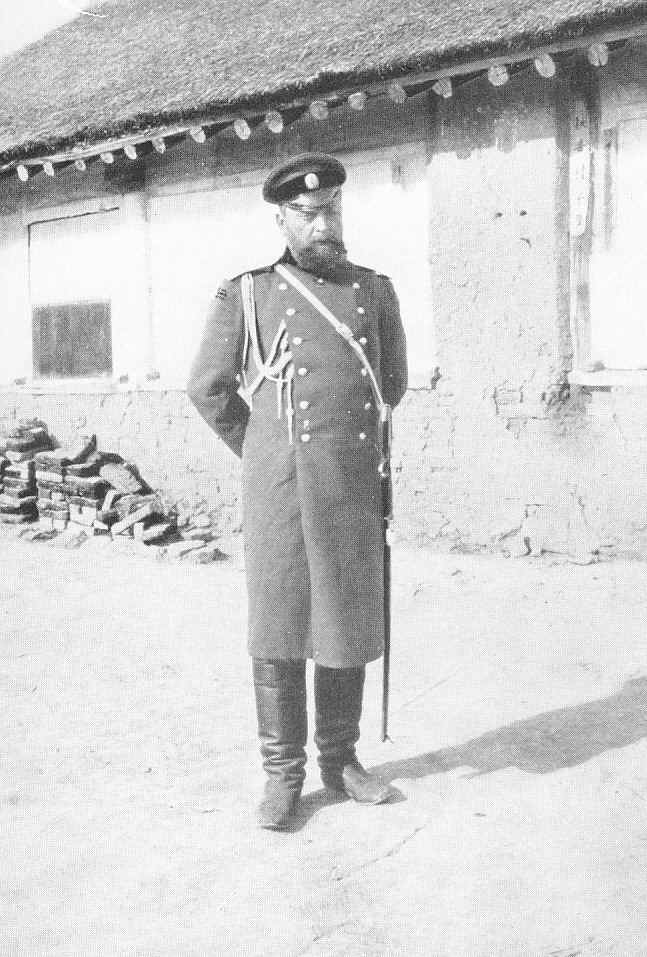
Alexander Samsonov, chỉ huy tập đoàn quân số 2 Nga

Tuy nhiên trong kế hoạch Schliffen, người Đức cũng xem đế quốc Nga là một mối đe doạ tiềm tàng do đó người Đức đã để tập đoàn quân số 8 phòng thủ tại Đông Phổ, vị trí nằm sát biên giới Nga-Đức. Chỉ huy tập đoàn quân số 8 là tướng Maximilian von Prittwitz và tập đoàn quân này có khoảng 150 000 quân. Để có thể trì hoãn quân đội Nga càng lâu càng tốt thì toàn bộ một khu vực rộng lớn bao quanh Königsberg đã được quân Đức củng cố phòng thủ.
Trong khi tập đoàn quân số 8 đóng tại tây nam Königsberg thì hai tập đoàn quân số 1 và số 2 của Nga đã tiến đánh Đông Phổ bằng hai đường: tập đoàn quân số 1 do Paul von Rennenkampf chỉ huy từ Nga đánh vào mặt đông và tập đoàn quân số 2 do Alexander Samsonov từ Ba Lan đánh vào mặt bắc. Nếu hai tập đoàn quân này phối hợp tốt với nhau thì tập đoàn quân số 8 của Đức có thể bị bao vây và tiêu diệt

### Thắng lợi ban đầu của Nga ở Đông Phổ
Khi chiến tranh bắt đầu, những diễn biến ban đầu rất phù hợp kế hoạch của người Nga. Người Đức đã di chuyển một nửa tập đoàn quân số 8 và tập trung tại phía đông Königsberg gần biên giới. Trận Stallupönen, một trận đánh nhỏ diễn ra vào ngày 17 tháng 8 giữa Quân đoàn I Đức do Hermann von François chỉ huy và tập đoàn quân số 1 của Nga đã kết thúc với chiến thắng của quân Đức. Thế nhưng von Prittwitz lại cho rút quân về Gumbinnen mà không nhân đà thắng lợi tổ chức phản kích ngay lập tức. Một cuộc phản công đã được người Đức tiến hành vào ngày 20 tháng 8 có cơ hội chiến thắng nếu François không được khích lệ bới chiến thắng của mình ở Stallupönen đã tấn công từ quá sớm khi quân Đức chưa chuẩn bị đầy đủ nên đã thảm bại. Trận Gumbinnen kết thúc với thất bại của quân Đức và khiến quân Đức phải rút lui về phía nam Königsberg theo đường sắt. Prittwitz ra lệnh bỏ rơi Đông Phổ và toàn bộ tập đoàn quân số 8 rút về sông Vistula.

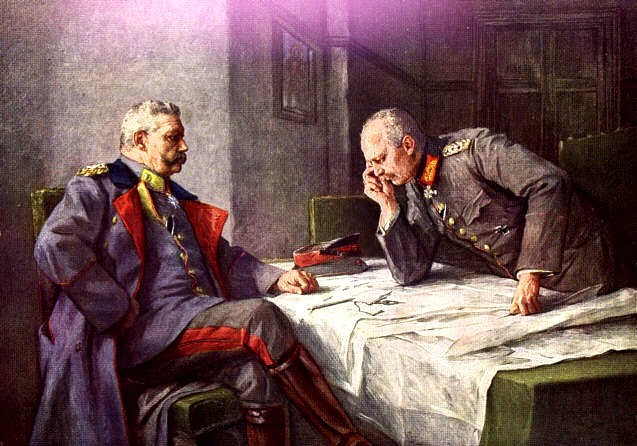
Paul von Hindenburg và Erich Ludendorff

Thất bại của Quân đội Đức tại Gumbinnen đã khiến bộ chỉ huy Đức vô cùng lo lắng. Ngay sau khi nghe tin Quân đội Đức bỏ rơi Đông Phổ, tổng tham mưu trưởng Quân đội Đế quốc Đức Helmuth von Moltke đã cách chức và triệu hồi Prittwitz về kinh đô Berlin. Paul von Hindenburg, một viên tướng già đã về hưu được gọi trở lại làm Tổng chỉ huy Quân đội Đức ở mặt trận phía Đông còn Erich Ludendorff được chỉ định làm tham mưu trưởng.
Trong khi đó, mối bất hòa giữa hai viên tướng của Nga ngày càng lộ rõ nên hai viên tướng này đã không hợp đồng tác chiến. Mối bất hòa này nảy sinh ngay từ năm 1905 khi Samsonov đã có những chỉ trích công khai Rennenkampf trong trận Mục Liên thời chiến tranh Nga-Nhật. Rennenkampf sau thắng lợi ở Gumbinnen đã dừng tiến quân và đây là sai lầm nghiêm trọng vì nếu tập đoàn quân số 2 của Samsonov gặp nguy hiểm thì Rennenkampf không thể kịp thời cứu nguy. Điều này đã được chứng thực trong diễn biến sau này của trận Tannenberg.
Tuy nhiên hoàn cảnh trước trận đánh lúc này là bất lợi cho người Đức. Bởi vì tuy quân Nga đã dừng tiến quân nhưng sự dàn quân của người Nga đã đem đến cho họ một lợi thế lớn. Bởi vì giờ đây tập đoàn quân số 8 của Đức không thể khống chế toàn bộ đường tiến quân của Samsonov nên cánh trái của quân Samsonov dễ dàng tiến lên về phía tây nam mà không vấp phải sự kháng cự nào. Như vậy trừ khi quân đoàn I và XVII của Đức không đến chặn cuộc tiến quân này lại thì toàn bộ tập đoàn quân số 8 có thể bị tiêu diệt

### Kế hoạch của người Đức
Đại tá Max Hoffmann, viên sĩ quan tổng tham mưu của quân đội Đức ở Đông Phổ dưới thời Prittwitz đã nắm được sự bất hòa giữa hai chỉ huy của quân Nga từ đó ông có thể đưa ra dự đoán về những kế hoạch tiếp theo của hai vị tướng này. Theo Hoffmann, hai tập đoàn quân này sẽ vẫn còn tách ra và Rennenkampf sẽ dừng tiến quân nên ông đề nghị di chuyển toàn bộ những ai không sẵn sàng ở tuyến phòng thủ phía đông Königsberg về phía tây nam, di chuyển quân đoàn I bằng xe lửa đến cánh trái của quân Samsonov, 1 khoảng cách hơn 100 dặm. Quân đoàn XVII, phía nam quân đoàn I sẽ chuẩn bị cho 1 cuộc di chuyển về phía nam để đối đầu với cánh phải của quân Samsonov, quân đoàn VI Nga. Ngoài ra một lực lượng kỵ binh nhỏ gần đó sẽ di chuyển đến phía tây khu vực sông Vistula. Hoffmann hi vọng lực lượng kỵ binh này sẽ thu hút quân Samsonov từ phía tây và chia cắt đội hình tập đoàn quân số 2 Nga. Như vậy vào lúc này chỉ còn một lực lượng nhỏ quân Đức ở Königsberg phòng thủ trước tập đoàn quân số 1 Nga trong khi lối vào từ phía nam hoàn toàn mở toang.
Trên lý thuyết, kế hoạch này là vô cùng mạo hiểm. Nếu tập đoàn quân số 1 đi vế hướng tây nam tức là tiến về phía tây thành phố Königsberg, họ sẽ xuất hiện ở cánh trái tập đoàn quân số 8 tạo điều kiện để họ phản công tập đoàn quân này hoặc đi lên phía bắc Königsberg là nơi không có phòng thủ. Tuy nhiên, Hoffmann vẫn thuyết phục về tính khả thi của kế hoạch bới vì ông biết rõ sự thù địch giữa hai vị tướng Nga đồng thời các thông tin điện báo của Nga đã bị người Đức nắm được mật mã nên dễ dàng bị giải mã là tập đoàn quân số 1 của Nga giờ đây không có ý định tiến quân nữa.
Ngay khi Hindenburg và Ludendorff có mặt vào ngày 23 tháng 8 đã ngay lập tức dừng việc rút lui và đưa kế hoạch của Hoffmann ra thực hiện. Quân đoàn I của François đã được đưa bằng đường sắt quãng đường hơn 100 dặm tới tây nam để gặp cánh trái quân Samsonov. Hai quân đoàn còn lại do August von Mackensen và Otto von Below chỉ huy được lệnh chờ, sau khi có lệnh mới sẽ ngay lập tức di chuyển lên phía nam để gặp cánh phải quân Samsonov. Cuối cùng, bốn vị trí đồn trú và quân đoàn I dự bị được lệnh vẫn đóng quân gần sông Vistula để chặn đường Samsonov nếu quân của ông ta tiến lên phía bắc. Một cái bẫy hoàn hảo đã được người Đức giăng sẵn.
Ngoài ra theo lệnh của Moltke, ba quân đoàn và một sư đoàn kỵ binh đã được chuyển đến mặt trận phía Đông từ mặt trận phía Tây. Ludendorff cực lực phản đối quyết định này vì lực lượng tăng cường này sẽ không đến kịp lúc trong khi đây là lực lượng rất cần thiết cho các trận chiến sắp tới ở mặt trận phía Tây. Moltke cho rằng Đông Phổ là vị trí chiến lược quan trọng và không thể để mất nên đã phớt lờ ý kiến của Ludendorff. về sau trong trận sông Marne lần thứ nhất thì chính lực lượng này không có mặt đã làm suy yếu rõ rệt quân Đức và cuối cùng người Đức đã thất bại trong trận đánh đó.

## Diễn biến trận đánh

### Giai đoạn đầu trận đánh

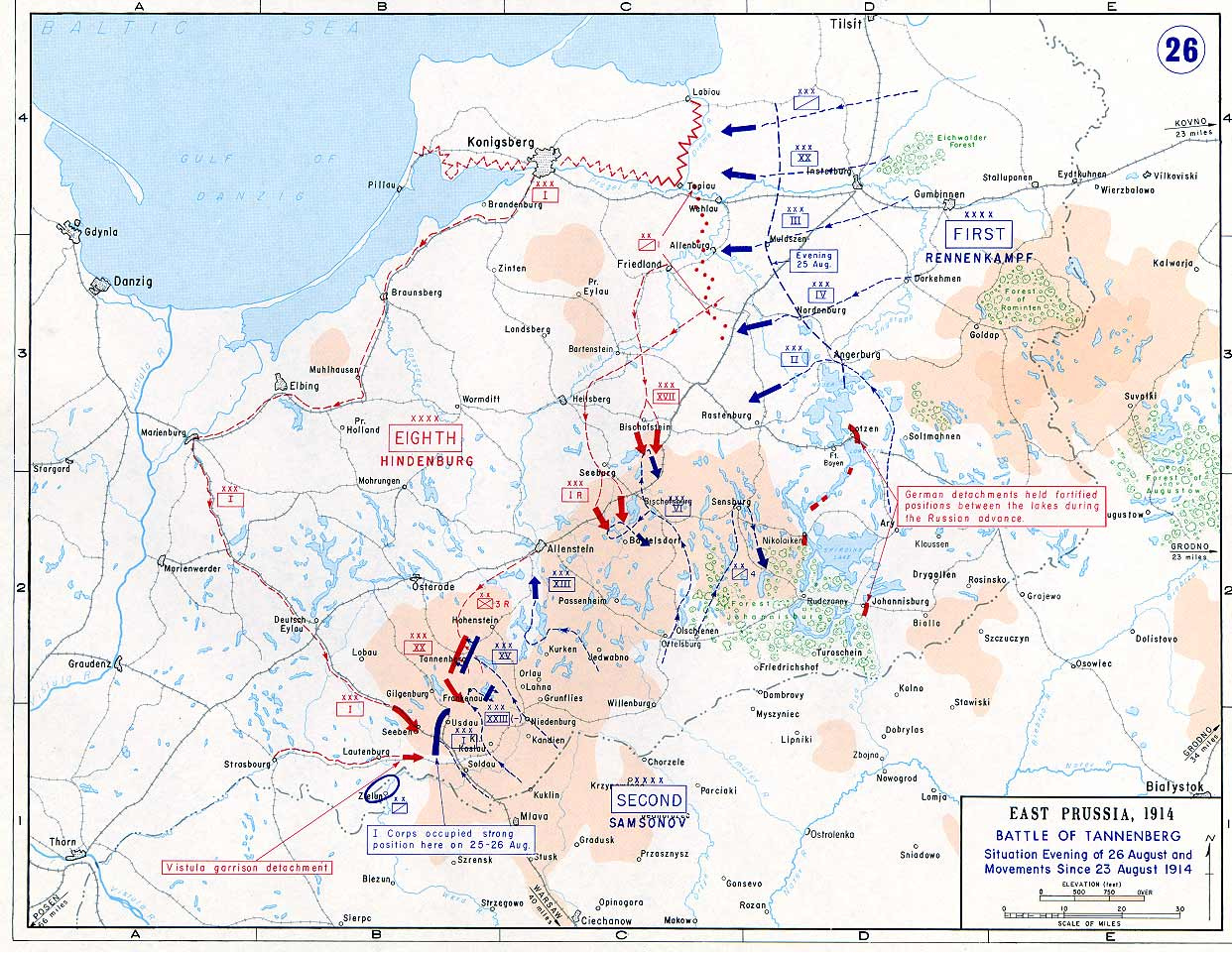
Sự di chuyển quân từ ngày 23 tháng 8 đến ngày 26 tháng 8 năm 1914

Ngày 22 tháng 8, Samsonov đã gặp mặt và chặn đứng được quân Đức ở nhiều nơi. Ngày 24 tháng 8, hai bên giao tranh tại Orlau-Frankenau và các chiến hào của Quân đoàn XX Đức đã chặn được đà tiến của quân Nga. Không nao núng, Samsonov cho đây là cơ hội tuyệt vời để cắt đứt các đơn vị này bởi vì giờ đây ông đã nhận ra rằng hai cánh của mình rất dễ bị phá vỡ. Ông ra lệnh cho phần lớn quân mình di chuyển lên hướng tây bắc, phía trên sông Vistula, chỉ để lại quân đoàn VI tiếp tục mục tiêu của họ là Seeburg.
Ludendorff ra lệnh cho François chỉ huy quân đoàn I của mình tấn công với mục tiêu bao vây cánh trái của Samsonov tại Usdau vào ngày 25 tháng 8. François từ chối thực hiện mệnh lệnh này và viện lý do là đợi lực lượng pháo binh và bộ binh tiếp viện đang được đưa đến từ mặt trận Gumbinnen. Việc tấn công mà không có pháo binh yểm trợ đầy đủ và không đủ dạn dược là một sự mạo hiểm lớn, theo ý kiến của François. Ludendorff với sự giận dữ do bất tuân thượng lệnh này đã đích thân đến thẳng tổng hành dinh của François cùng với Hindenburg và Hoffmann để lặp lại mệnh lệnh trên. François cuối cùng cũng đồng ý bắt đầu cuộc tấn công nhưng phàn nàn rằng những người lính dưới quyền ông sẽ phải tấn công bằng lưỡi lê do sự thiếu hụt pháo binh.
Trong khi đó, Hoffmann khi dừng xe tại trạm xe lửa ở Montovo đã nhận được hai bức điện vô tuyến Nga bị rơi vào tay lính thông tin Đức, một do Rennenkampf gửi đi lúc 5 giờ 30 sáng và một do Samsonov gửi đi lúc 6 giờ sáng. Rennenkampf sẽ tiếp tục tiến quân về phía tây và bở rơi tập đoàn quân số 2. Trong bức điện của Rennenkampf chứa nội dung về khoảng cách tiến quân của Tập đoàn quân số 1, theo đó sẽ không không còn khả năng đe doạ người Đức từ phía sau nữa. Còn bức điện của Samsonov cho thấy Tập đoàn quân số 2 sau trận đánh với Quân đoàn XX đã đánh giá sai lầm rằng Quân đoàn XX đã tháo chạy và sẽ tiếp tục tiến quân để truy kích quân Đức.
Nội dung quá rõ ràng của hai bức điện khiến cho cấp trên trực tiếp của Hoffmann là Thiếu tướng Grünert cảm thấy nghi ngờ. Tuy nhiên Hoffmann với tư cách là quan sát viên quân sự trong cuộc Chiến tranh Nga-Nhật đã từng thấy mối bất hòa giữa Rennenkampf và Samsonov trong Trận Phụng Thiên hoàn toàn tin tưởng vào hai bức điện. Hoffmann, Grünert, Ludendorff và Hindenburg nhanh chóng thảo luận về nội dung bức điện và thống nhất Quân đoàn XVII của Mackensen và Quân đoàn Dự phòng số 1 của Below sẽ tấn công cánh phải của Tập đoàn quân số 2 mà không sợ sự đe dọa của Rennenkampf. Ở trung tâm, Quân đoàn XX của Scholtz sẽ tấn công quân Nga cùng một sư đoàn Landwehr và một sư đoàn dự phòng. Bên phía cánh phải quân Đức, Quân đoàn I được lệnh mở cuộc tấn công bao vây cánh trái quân Nga vào ngày 25 tháng 8.
Trong khi đó, một lần nữa François cho rằng một cuộc tấn công ngay lập tức là không cần thiết nên ông lại đề nghị khi nào pháo binh tiếp viện đến thì ông mới cho tấn công. Do đó giữa Ludendorff và François đã có cãi nhau và đến cuối cùng François đạt được điều mong muốn khi ông được phép đợi pháo binh tiếp viện đến ngày 27 tháng 8.

Tướng Herrmann von François gặp gỡ các tướng lĩnh Đức khác ngày 31 tháng 8 năm 1914

### Cuộc tấn công chính của quân Đức
Sáng ngày 26 tháng 8, Tập đoàn quân số 1 Nga đã tiến về khu vực phía tây mà chỉ gặp những sự kháng cự nhỏ bởi vì lực lượng quân Đức trước đây chặn đường tiến của họ giờ đây đã di chuyển về phía nam và đối đầu với cánh phải tập đoàn quân số 2 Nga. Vẫn còn thời gian để người Đức đóng lỗ hổng giữa tập đoàn quân số 2 đang đe doạ sự di chuyển của người Đức và điều này đã được cảnh báo đến bộ chỉ huy Nga.

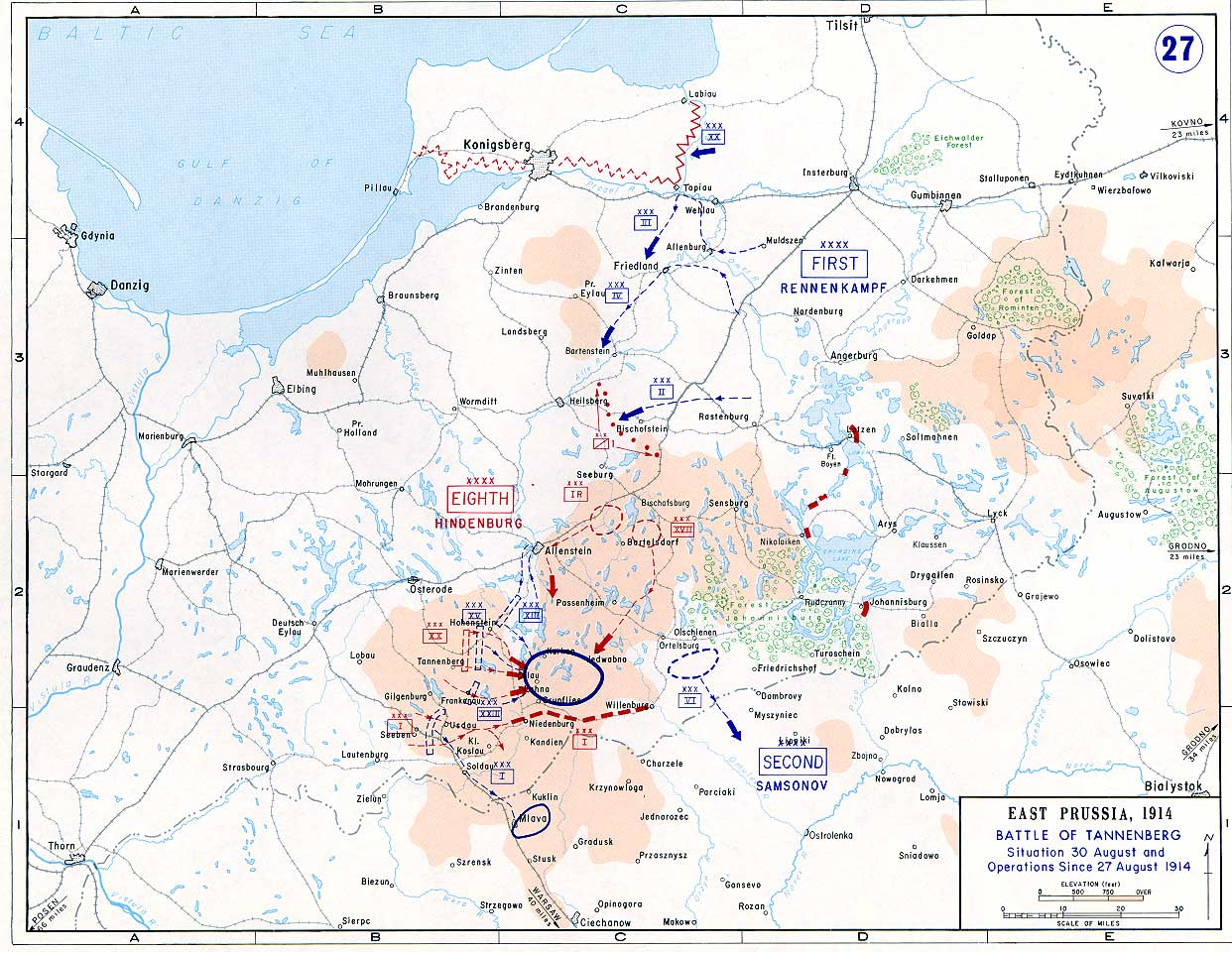
Diễn biến trận đánh từ 27 tháng 8-30 tháng 8 năm 1914

Bởi vì sự trì hoãn của François mà quân đoàn XVII của Đức đã tham gia trận chiến chậm. Họ gặp hai sư đoàn bị tách ra của quân đoàn VI Nga gần Seeburg và Bischofstein và đã đẩy lùi hai sư đoàn này về biên giới. Giờ đây cánh phải của tập đoàn quân số 2 đã mở. Cũng trong lúc ấy, quân Nga tiếp tục tiến đến Tannenberg đã bị quân đoàn XX của Đức khóa chặt. Quân Nga chỉ thành công khi tiến quân ở trung tâm khi quân đoàn XIII của họ tiến đến Allenstein mà giờ đây không còn ai phòng thủ.
François chỉ huy quân đoàn I của ông tấn công cánh trái quân Nga vào ngày 27 tháng 8. Với lực lượng pháo binh vừa tăng cường của François, đến đêm thì quân Nga đã phải rút lui. Để ổn định lại trận tuyến, Samsonov đã phải ra lệnh cho quân đoàn XIII bỏ Allenstein di chuyển về tây nam để phá vỡ phòng tuyến quanh Tannenberg. Sau khi lệnh này được ban ra, phần lớn tập đoàn quân số 2 Nga đều tập trung ở khu vực Tannenberg bao gồm quân đoàn XIII vừa đến, quân đoàn XV và một phần của quân đoàn XXIII.
Đến đêm ngày 28 tháng 8, tập đoàn quân số 2 đã đứng trước nguy cơ bị tiêu diệt hoàn toàn. Quân đoàn I Đức bên cánh trái và quân đoàn VI Đức bên cánh phải đã rút lui nhưng vị trí trung tâm quân Nga gặp rắc rối về tiếp tế và không còn khả năng tổ chức phòng thủ. Giờ đây không còn cò thể lựa chọn, Samsonov buộc phải cầu cứu sự giúp đỡ của Rennenkampf bằng cách xin Rennenkampf bỏ Königsberg và tiến về phía tây nam giúp ông.
Thế nhưng mọi giờ đây đã là quá trễ để người Nga cứu vãn tình thế. François ngay lập tức tiến về phía đông lập một trận tuyến ở cánh phải quân Nga từ Niedenburg đến Willenburg, chặn đường rút lui của quân Nga. Cũng trong khoảng thời gian đó, quân đoàn XVII Đức từ phía bắc tiến xuống tây nam gặp gỡ quân đoàn I. Ngày tiếp theo, toàn bộ tập đoàn quân số 2 Nga đã bị bao vây và chỉ còn chờ bị quân Đức tiêu diệt. Một cái túi khổng lồ đã xuất hiện ở Frogenau và nhốt chặt quân Nga trong suốt ngày 29 tháng 8.
Tập đoàn quân số 1 ngay sau khi nhận được tin cầu cứu đã cố gắng giúp đỡ nhưng vô vọng vì khoảng cách quá xa. Các lực lượng kỵ binh của quân Đức giờ đây đã hoàn thành xuất sắc nhiệm vụ kiềm chân tập đoàn quân này. Khi trận đánh kết thúc, khoảng cách xa nhất mà tập đoàn quân này đến được vẫn còn ở tận tây bắc, khoảng 45 dặm, nơi mà quân đoàn XVII Đức và quân đoàn VI Nga gặp nhau lúc đầu. Một số vị trí của tập đoàn quân số 1 đã phải bỏ chạy trở lại Königsberg và đến đây xem như số phận tập đoàn quân số 2 Nga đã được định đoạt.
Trận Tannenberg - trận chiến lớn giữa các đế quốc kết thúc vào ngày 30 tháng 8, quân Nga có 95.000 người bị bắt làm tù binh, 30.000 người chết và bị thương, 10.000 may mắn thoát được chủ yếu là từ các đợt rút quân ở hai cánh. Tập đoàn quân số 2 của Nga xem như bị xoá sổ. Thương vong của Quân đội Đức là 20.000 người, ngoài ra còn lấy được của quân Nga 500 khẩu pháo. Samsonov trước thất bại này đã không còn mặt mũi nào trở về trình diện Sa hoàng Nikolai II của Nga nên đã tự sát bằng cách rút súng tự bắn vào đầu vào đêm 29 tháng 8. Vào ngày 31 tháng 8, Hindenburg đánh điện cho Hoàng để Đức Wilhelm II báo tin chiến thắng:
Tôi xin trân trọng báo cáo để đức vua biết rằng, vòng vây chung quanh bộ phận lớn nhất của quân đội Nga đã được khép lại ngày hôm qua. Các quân đoàn XIII, XV và XXIII của Nga đã bị tiêu diệt. Chúng tôi đã bắt được hơn 60.000 tù binh, trong số đó có các chỉ huy của quân đoàn XIII và XV. Súng ống vẫn còn đang ở trong rừng và hiện nay đang được mang đi nơi khác. Chiến lợi phẩm thì vô số kể dù chưa thể được đánh giá chi tiết. Các quân đoàn bên ngoài vòng vây, quân đoàn I và VI cũng đã chịu tổn thất trầm trọng và hiện nay đang rút lui trong sự vội vã qua Mława và Myszaniec.

## Kết quả sau trận đánh

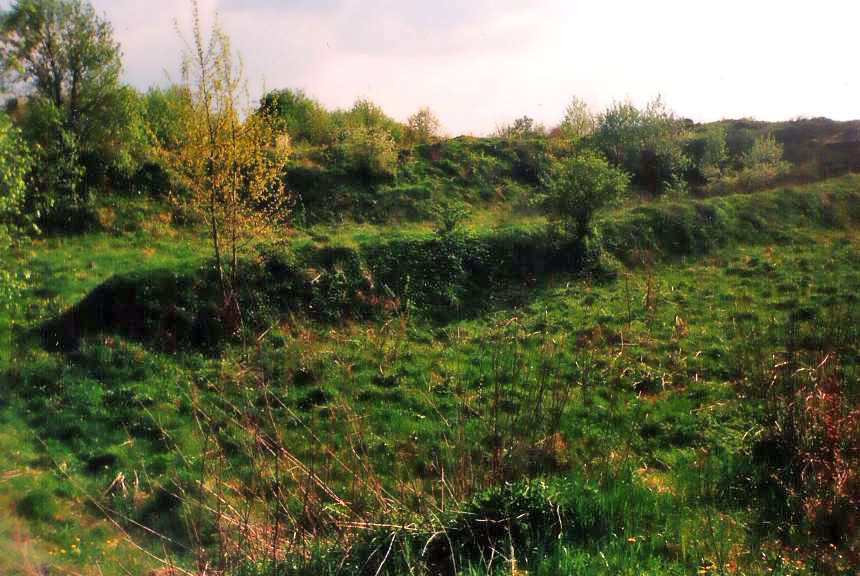
Một phần còn lại của đài tưởng niệm Trận Tannenberg sau khi bị tàn phá sau thế chiến thứ hai

Sau khi trận đánh kết thúc, Tập đoàn quân số 2 của Nga gần như hoàn toàn bị xoá sổ. Giờ đây tại Đông Phổ, quân Đức chỉ còn phải đối đầu với Tập đoàn quân số 1 Nga. Trong một loạt các trận đánh sau đó mà tiêu biểu là Trận hồ Masurian lần thứ nhất, Tập đoàn quân số 1 Nga đã bị đánh bại và phải bỏ chạy trở về Nga. Cũng kể từ đó, quân Nga đã không còn lần nào vượt qua biên giới Đức nữa cho đến tận khi Chiến tranh thế giới thứ nhất kết thúc. Trận đánh này còn nổi tiếng với các cuộc di chuyển quân thần tốc bằng xe lửa của quân Đức đến các mục tiêu cần thiết. Mặc dù những thắng lợi của quân Nga và quân Serbia trước quân Áo-Hung cùng lúc ấy đã làm lu mờ ảnh hưởng trực tiếp của thảm họa Tannenberg, niềm tin của phe Hiệp Ước vào nước Nga bị suy sụp trầm trọng. Tổn hại của quân Nga trong trận kịch chiến này gợi nhớ đến trận Cannae vào năm 216 trước Công nguyên nơi quân Carthage đại phá quân La Mã.
Không chỉ là một trong những thắng lợi lớn nhất trong Chiến tranh thế giới thứ nhất, đại thắng ở Tannenberg còn có thể được coi là chiến thắng vĩ đại nhất của lực lượng Quân đội Đức trong mọi thời đại. Thắng lợi vang dội này được xem là thành công của chiến lược của Bộ Chỉ huy quân Đức trong chiến tranh. Hindenburg và Ludendorff sau trận thắng này đã trở thành những người anh hùng dân tộc của nước Đức tuy nhiên công lớn của chiến thắng này lại thuộc về Max Hoffmann, người đã vạch ra kế hoạch cho trận đánh. Người thắng trận Tannenberg - Hindenburg, dần dần trở thành biểu tượng cho sự đoàn kết dân tộc thay cho Hoàng đế (Kaiser) Wilhelm II của Đức khi ấy. Ông còn trở thành người hùng của nước Áo trong chiến tranh nữa. Ludendorff đã đặt tên cho trận đánh này là Tannenberg theo lời đề nghị của Hindenburg để nó mang ý nghĩa lịch sử rửa hận cho trận Tannenberg năm 1410 (hay trận Grunwald) nơi mà các Hiệp sĩ Teuton - tức Giáo binh đoàn German - bị liên quân Ba Lan - Litva đánh bại. Chiến thắng vang dội ở Tannenberg này cũng mang lại những huyền thoại về dân tộc Đức. Ở Phổ, đại thắng tại Tannenberg, cùng với trận Verdun năm 1916, đi sâu vào tâm trí nhân dân như trận đánh quen thuộc nhất của cuộc Chiến tranh thế giới lần thứ nhất. Những huyền thoại về đại thắng này vẫn còn tồn tại cho đến khi cuộc Chiến tranh thế giới lần thứ hai kết thúc, nhưng vẫn còn dư âm của chúng ngày nay. Ở Ba Lan - một đất nước không tồn tại khi trận quyết đấu tại Tannenberg diễn ra, ai ai cũng nhớ rằng trận đánh này lấy tên theo một trận đánh có kết quả khác hẳn giữa người Đức và người Slavơ xưa kia.
| “                                                                                     | Đó là một chiến thắng vĩ đại hơn trận Sedan bởi do tại Sedan quân Đức có lợi thế quân số rất lớn do đó họ có thể tiến đánh quân Pháp mà không phải lo ngại gì lắm. Và đây là một thắng lợi vĩ đại hơn trận thắng của người Carthage trước La Mã, do Tập đoàn quân số 2 của Nga dưới quyền Paul von Rennenkampf cận bên. | ” |
| — Nhà sử học quân sự Đức Hans Delbruck, trong cuốn Delbrück's Modern Military History | |   |

Tuy nhiên chiến thắng này đã không thể cứu vãn cho sự thất bại của kế hoạch Schliffen bới vì vài ngày sau đó tại mặt trận phía Tây, quân đội Đế quốc Đức đã bị liên quân Anh-Pháp đành bại trong Trận sông Marne lần thứ nhất từ ngày 5 tháng 9 đến 13 tháng 9. Một trong những nguyên nhân thất bại chính là việc một lực lượng quân Đức đã được đưa từ mặt trận phía Tây đến để tăng cường sức mạnh cho mặt trận phía Đông đã làm cho quân Đức ở mặt trận phía Tây trở nên suy yếu. Nhưng, đại thắng ở Tannenberg đã khẳng định niềm tin của nước Đức vào chiến thắng của họ trong cuộc chiến, cũng như sự tin tưởng của họ vào khả năng giành thắng lợi của hai tướng Hindenburg và Ludendorff.
Dù sao đi chăng nữa, đại bại ở Tannenberg đã góp phần dẫn tới những cuộc triệt binh nhục nhã của quân Nga vào Ba Lan và Litva. Vào năm 1916, khi nước Đức đang thất bại trên chiến trường, Kaiser, Wilhelm II đã bổ nhiệm Hindenburg làm Tổng tham mưu trưởng Quân đội Đức trong dịp lễ kỷ niệm lần thứ hai ngày đại thắng ở Tannenberg, qua đó ông gửi gắm mong muốn Hindenburg sẽ hồi phục cho nỗ lực chiến tranh của Đế chế. Như "những người hùng trận Tannenberg", Hindenburg và Ludendorff đã được Hoàng đế trao cho quyền hành chính trị vào đầu năm 1917. Trận Tannenberg là chủ đề chính của cuốn tiểu thuyết "August 1914" (Tháng tám 1914) của văn hào Nga Alexander Solzhenitsyn. Một đài tưởng niệm trận đánh đã được hoàn thành vào năm 1927 nhưng sau đó đã bị phá huỷ bởi Liên Xô và Ba Lan sau Chiến tranh thế giới thứ hai. Một số hòn đá xây dựng đài tưởng niệm này đã được dùng để xây đài tưởng niệm trận Grunwald năm 1410 và đài tưởng niệm này đến nay vẫn còn tồn tại.